# Ueberreuter
Die Ueberreuter Verlagsgruppe ist ein deutschsprachiges Verlagsunternehmen. Der Carl Ueberreuter Verlag (Wien), die Ueberreuter Verlag GmbH (Berlin) und der Annette Betz Verlag sind seit 2014 im Eigentum der G&G Verlagsgesellschaft mbH (Unternehmensgruppe Glöckler). Sparten sind Ueberreuter Sachbuch und Ueberreuter Kinder- und Jugendbuch.
Ueberreuter ist der umsatzstärkste Sachbuchverlag Österreichs und zählt zu den führenden Kinder- und Jugendbuchverlagen im deutschsprachigen Raum.

## Name und Geschichte
Im Jahr 1548 gründeten Hanns Köhler (Johannes Carbo) aus Regensburg und Egidius Adler aus Gent in Wien eine Druckerei, die spätere Druckerei Ueberreuter – die älteste heute bestehende Wiener Druckerei in Wien-Alsergrund. Ab 1642 wurde dort der Alte Krakauer Schreibkalender gedruckt. 1748 erwarb Johann Thomas Edler von Trattner die Druckerei. 1805 wurde der bereits langjährige Druckereileiter Georg Ueberreuter Eigentümer. Im Jahr 1866 verkaufte dessen Nachfahre Carl Ueberreuter die Buchdruckerei, Schriftgießerei und Verlagsbuchhandlung an den Papierfabrikanten Matthäus Salzer, 1934 wurde ein Verlag gegründet. Im Jahr 1946 wurde in Wien von Thomas F. Salzer ein Kinder- und Jugendbuchverlag unter dem Namen Carl Ueberreuter Verlag gegründet. Das Programm umfasste Kinder- und Jugendbücher sowie Sach- und Fachbücher für Erwachsene. 
Der 1958 in München gegründete Bilderbuchverlag Annette Betz gehört seit 1972 zur Verlagsgruppe Carl Ueberreuter, der Tosa-Verlag seit 2005. Im Jahr 1979 erhielt das Unternehmen die Staatliche Auszeichnung und darf seither das Bundeswappen im Geschäftsverkehr verwenden. 
Im Sommer 2000 wurde der Ueberreuter Wirtschaftsverlag (mit Managerakademie) an die „Süddeutscher Verlag Hüthig Fachinformationen GmbH“ verkauft und mit der Buchsparte des zur selben Gruppe gehörenden Verlages „moderne industrie“ fusioniert.
Im April 2007 erfolgte der Kauf der Lappan Verlag GmbH im norddeutschen Oldenburg. Im Herbst 2009 startete der Ueberreuter Verlag das Fantasy- & Mystery-Label otherworld, in dem Fantasy- und Mystery-Romane für ein erwachsenes Publikum erscheinen. 2010 wurde das auf Modernes Antiquariat spezialisierte Imprint Tosa an die XXL Verlags GmbH in Fränkisch-Crumbach verkauft.
Seit 2012 haben das Ueberreuter Kinder- und Jugendbuchprogramm und das Bilderbuch-Imprint Annette Betz ihren Sitz im Aufbau Haus in Berlin-Kreuzberg.
Im Januar 2014 wurden die Verlage Annette Betz und Ueberreuter Kinder- und Jugendbuch von der G & G Verlagsgesellschaft mbH gekauft. Damit verbanden sich der größte Kinderbuchverlag Österreichs und der größte Kinder- & Jugendbuchverlag Berlins miteinander. Eigentümer, Geschäftsführer und Verlagsleiter ist Georg Glöckler. 
Die Lappan Verlag GmbH und das überwiegend österreichische Ueberreuter Sachbuchprogramm blieben zunächst noch im Besitz der Salzer Holding. Zum 1. Januar 2015 wechselte der Lappan Verlag von der Salzer Holding zum Carlsen Verlag.
Die Glöckler-Gruppe übernahm im Juni 2014 auch den Carl Ueberreuter Sachbuchverlag sowie seit Juni 2015 das Imprint Nilpferd.
Im Oktober 2018 soll die Druckerei Ueberreuter Print & Packaging in Korneuburg nach 160 Jahren endgültig geschlossen werden, es sind davon 50 Mitarbeiter betroffen.

## Programm
Das Ueberreuter Kinder- und Jugendbuchprogramm publiziert Titel für junge Leser von sechs bis 14 Jahren: Abenteuerromane, literarische Jugendromane, Mädchenbücher, Krimis und Fantasy. Darunter die Kinderkrimi-Reihe LasseMaja des schwedischen Erfolgsautors Martin Widmark und Kinderbücher mit Figuren von Andrea Schütze, Jens Schumacher, Sibylle Rieckhoff und Adam Rex. Ferner werden Jugendromane von Ursula Dubosarsky, Sharon M. Draper und Carolin Philipps veröffentlicht, die durchaus auch ernste Themen aufgreifen.
Als einer der wichtigsten Anbieter von Fantasy-Literatur schreibt er regelmäßig den „Wolfgang-Hohlbein-Preis“ aus, den mit 10.000 Euro höchstdotierten Literaturpreis dieses Genres. Die Benennung dieses Preises geht auf Wolfgang Hohlbein zurück, der bei einem Schreibwettbewerb 1983 von Ueberreuter entdeckt wurde. 
Die Sachbuchsparte, der Carl Ueberreuter Verlag, kann auf jahrzehntelange Erfolge zurückblicken und führte mit seinen Verkaufserfolgen aus den Bereichen Biografien, Politik und Gesellschaft, Humor/Karikatur, österreichische Geschichte oder Gesundheit viele Male die Sachbuch-Bestsellerlisten an. Ueberreuter Sachbuch steht für Themenvielfalt, Information und Wissen.